# Grave
Grave (phát âmⓘ) là một đô thị và thành phố ở phía nam Hà Lan. Grave là một thành phố có tường thành, ở tỉnh Brabant.

## Các trung tâm dân cư
- Escharen
- Gassel
- Grave
- Velp

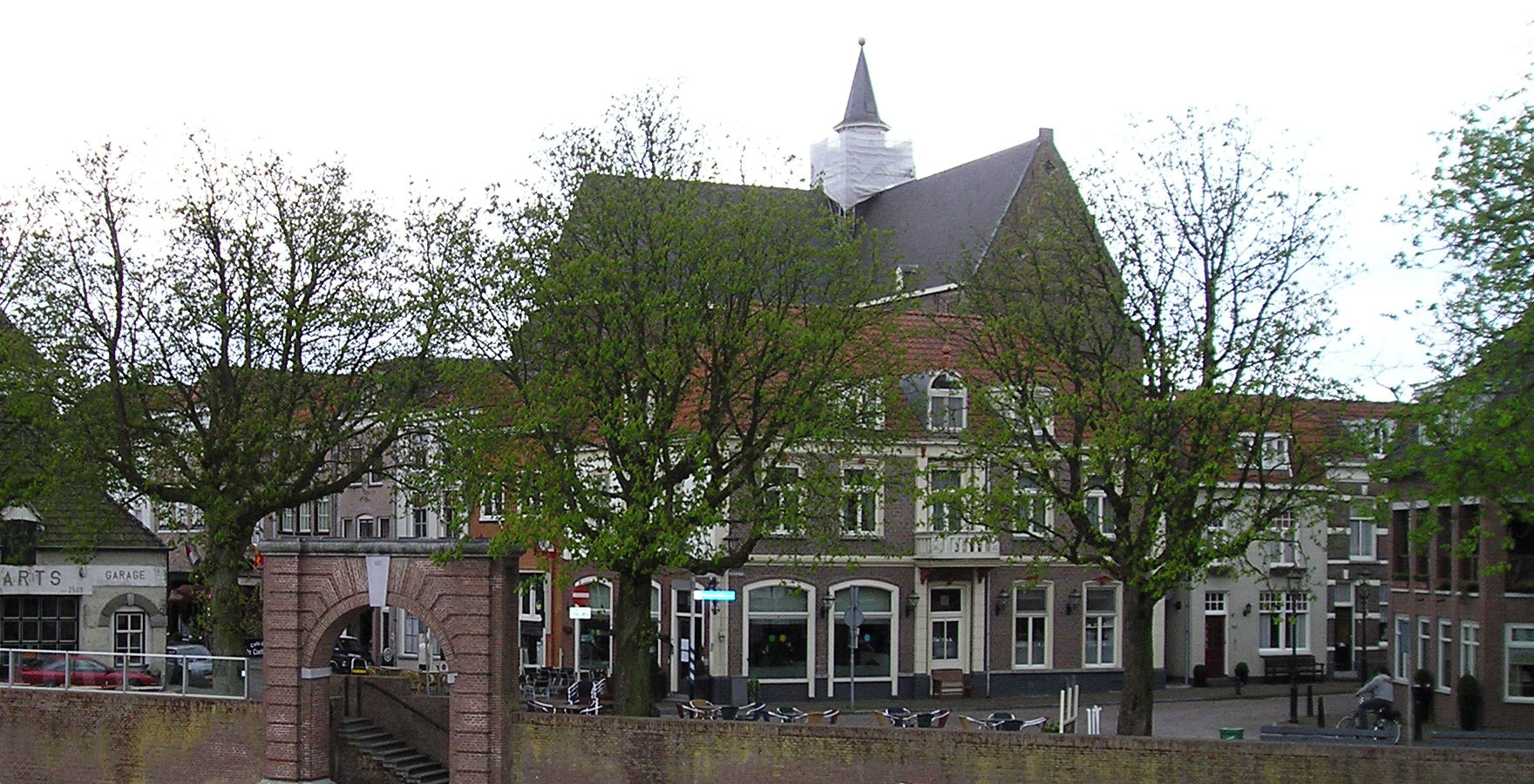
Cảnh thành phố
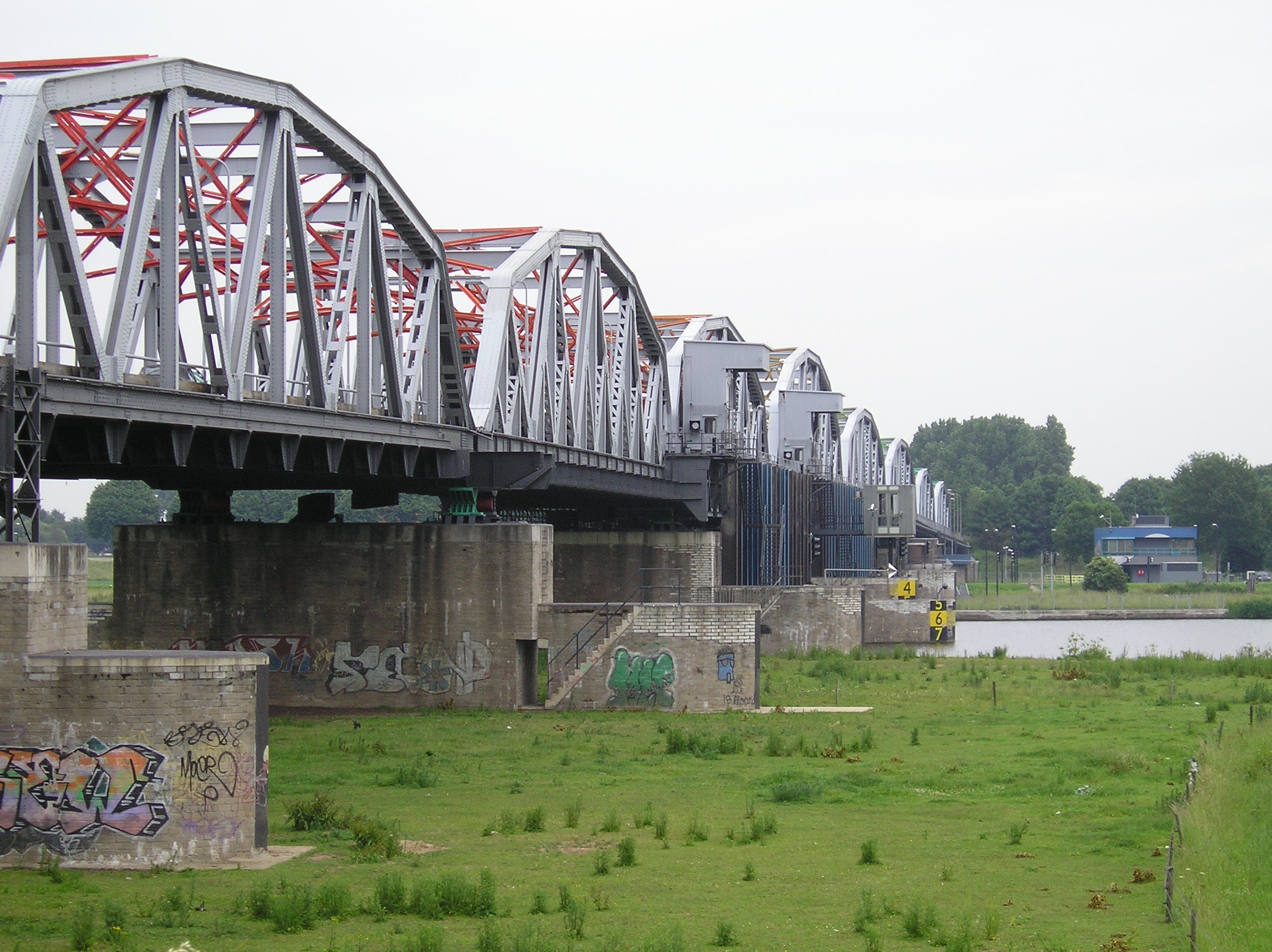
Cầu Grave
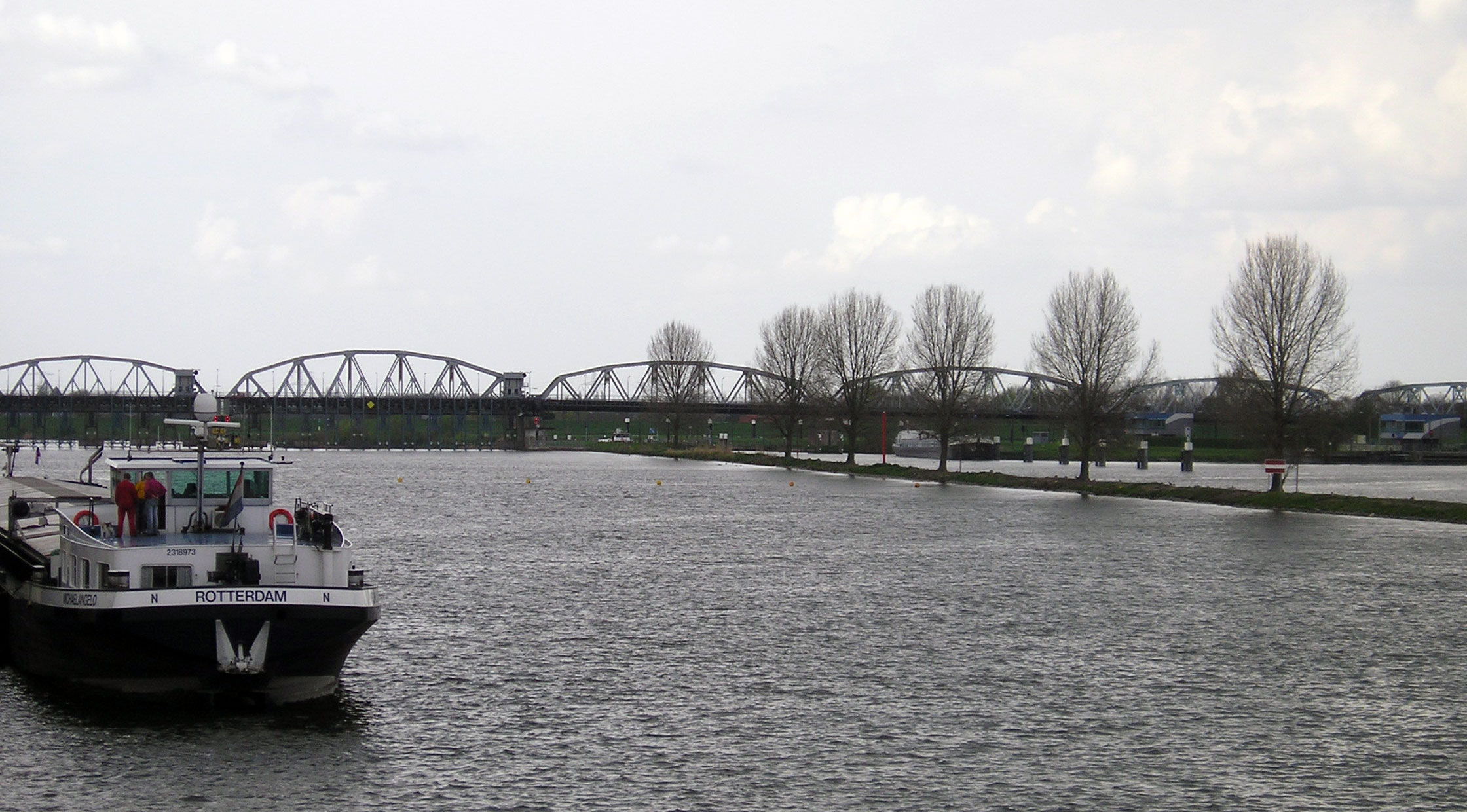
Cầu Grave
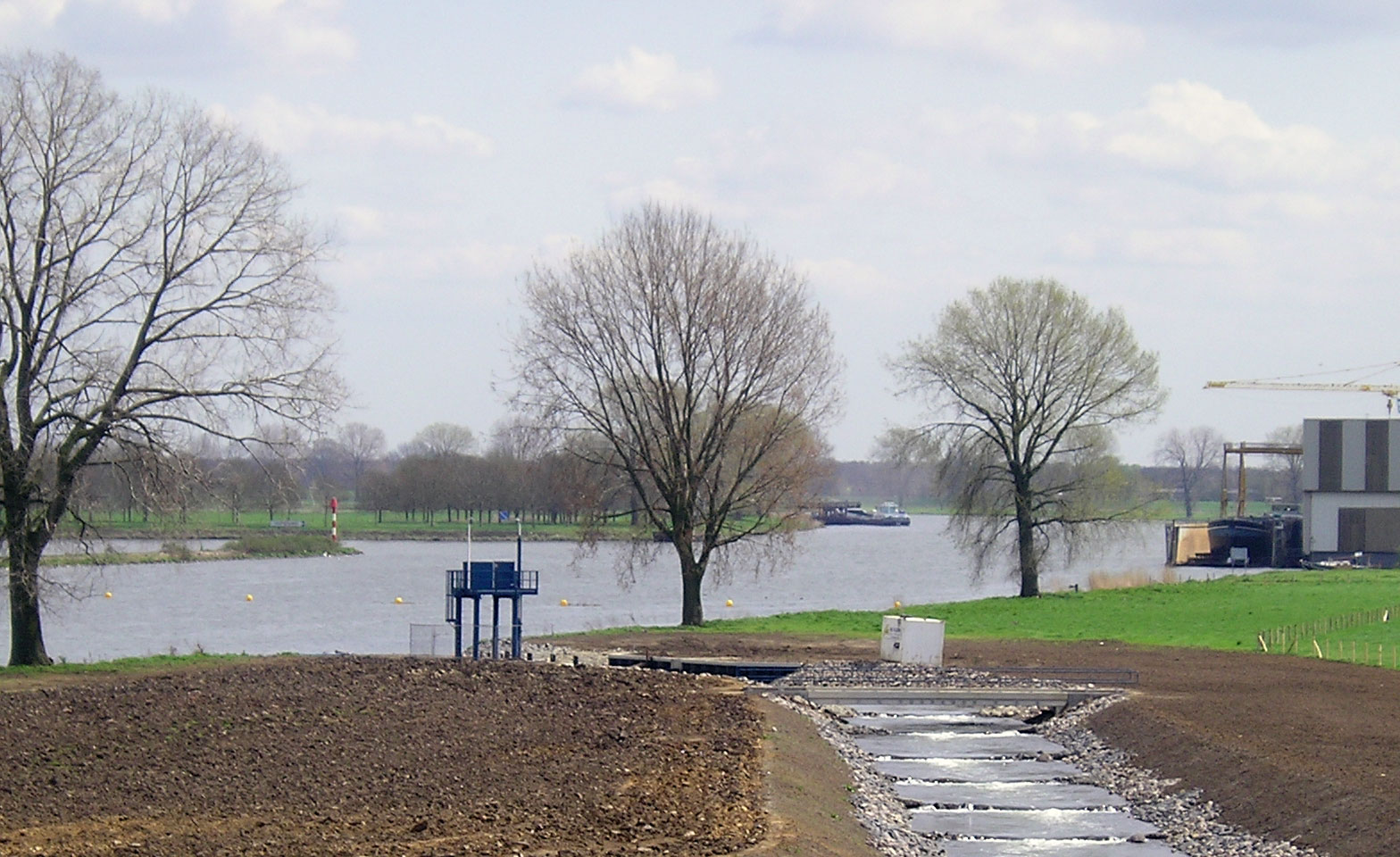
Thang cá và xưởng đóng tàu
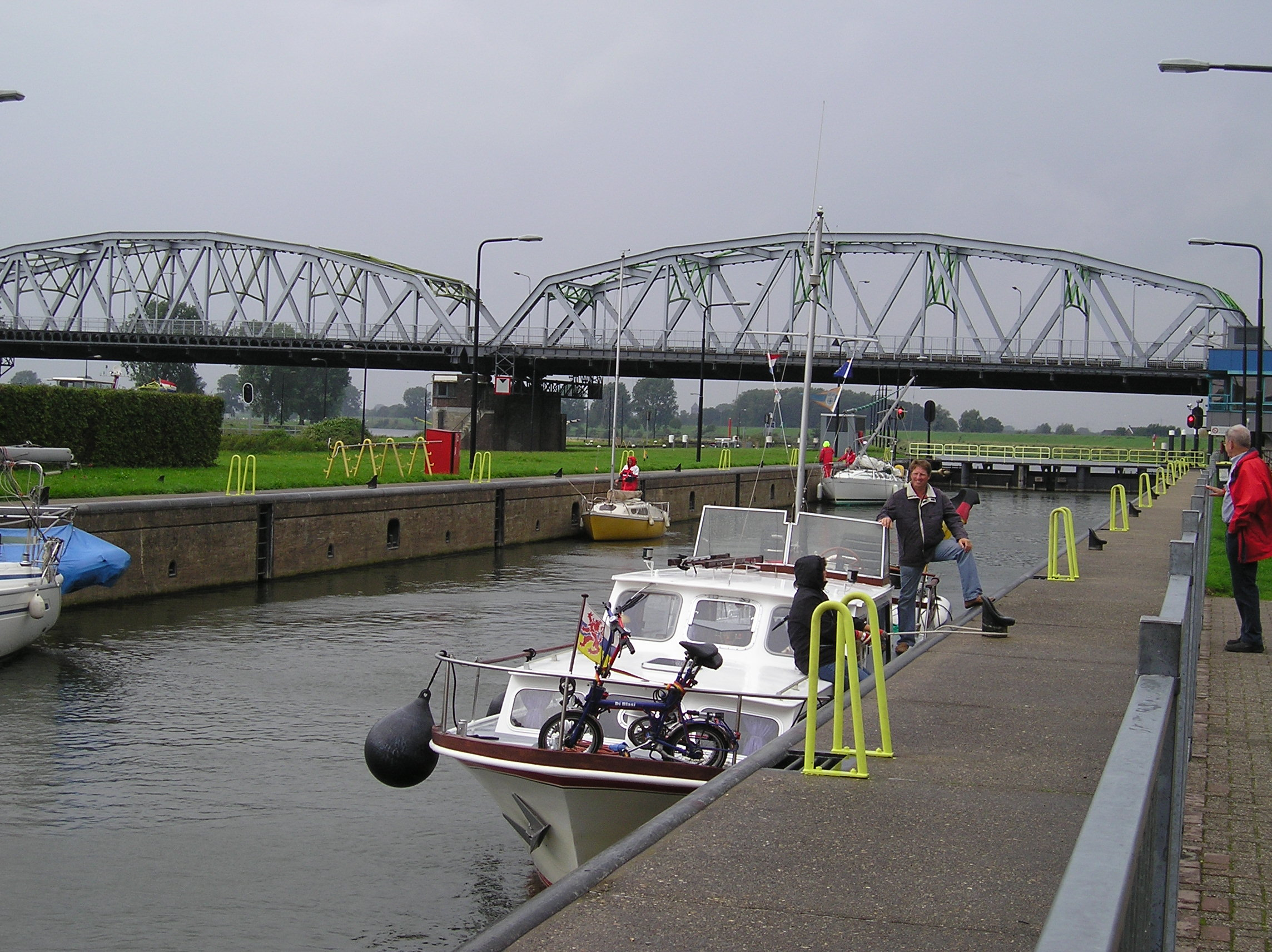
Âu thuyền